# Momenta
Momenta是一家来自中国的自动驾驶公司，由曹旭东在2016年创立。Momenta 的产品包括了不同级别的自动驾驶方案，以及衍生出的大数据服务，希望通过技术让车辆达到不同级别的自动驾驶功能；其核心技术有基于深度学习的环境感知、高精度地图和驾驶决策。
2018年10月18日，Momenta 宣布获新一轮融资，其战略投资者包括腾讯等多家机构。同年10月，公司获得由上海市政府颁发的自动驾驶车辆道路测试牌照。